# Fredriksberg
Fredriksberg (även kallad Säfsen, efter den ursprungliga kyrkbyn numera Säfsbyn)) är en tätort i Säfsnäs distrikt (Säfsnäs socken) i västra delen av Ludvika kommun i sydvästra Dalarnas län, i Sverige. Bebyggelsen i Fredriksberg avgränsades från 2015 till 2020 och från 2023 av SCB i två tätorter, en i väster (denna) då kallad Fredriksberg västra och en i öster Fredriksberg östra.
Fredriksberg, som ligger omkring 60 kilometer väster om centralorten Ludvika, är befolkningsmässigt och ekonomiskt centrum för den västra delen av Ludvika kommun, och vissa delar av den kommunala administrationen finns på orten. Fredriksberg är avskilt beläget nära gränsen mellan Dalarna, Värmland och Västmanland, med de flesta större orter i regionen så som Borlänge, Karlstad, Örebro, Falun, Karlskoga och Mora på ett avstånd av 8–13 mil och de närmast belägna tätorterna Lesjöfors och Sunnansjö på ett avstånd av 3–4 mil. 
Fredriksberg grundades år 1729 som en bruksort, och järn- och skogsindustri har länge spelat stor roll för orten. Trakterna kring Fredriksberg består till stor del av glesbefolkade skogar med sjöar och myrmarker. Utländsk och inhemsk turism är idag den dominerande näringen i bygden, den största aktören är Säfsen Resort. Fredriksberg bar även länge på spår från tyngre industriella epoker, i form av Fredriksbergs Pappersbruk, vilket gjorde orten till ett populärt mål för urban explorers. I dag är dock merparten rivet.

## Historik
Trakterna kring Fredriksberg räknas som bebodda sedan 1600-talet. De första bosättarna var hitflyttade finnar som bedrev svedjebruk, varför trakterna också kom att kallas finnmarker. Området kring Fredriksberg utgjorde ursprungligen den södra delen av Nås finnmark, och området räknas som en del av Västerdalarna (till skillnad från övriga Ludvika kommun, som räknas till Bergslagen).

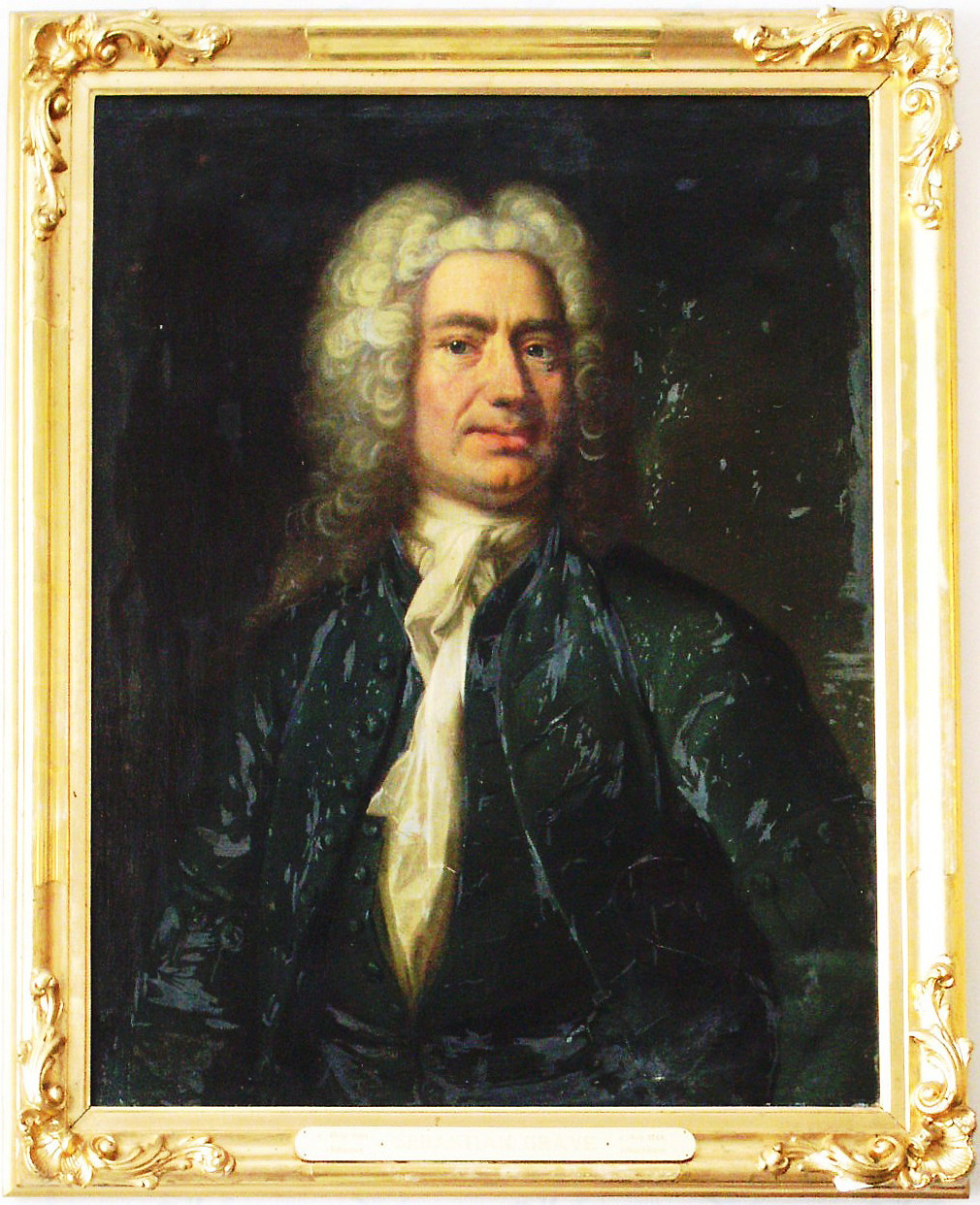
Sebastian Grave, grundare av järnbruket i Fredriksberg.

### 1700- och 1800-talen: Järnbruksepoken
Fredriksberg grundades som bruksort år 1729 i och med att ett bruk anlades av Hans Sebastian Grave invid Säfssjöns södra ände, väster om Säfsbyn (som idag i praktiken är hopvuxet med Fredriksberg) och fick status som huvudort 1749 när Säfsnäs socken bröts ut ur Nås socken. Inom gränserna för dagens tätort kom så småningom även Annefors bruk, grundat 1736, att ingå. Namnet Fredriksberg valdes för att hedra kung Fredrik I.
Under både 1700- och 1800-talen var järnhanteringen den dominerande näringen i bygden. Hyttor och stångjärnshammare uppfördes på flera orter i Säfsnäs socken. Förutom i Fredriksberg fanns även dylika i Ulriksberg, Tyfors, Strömsdal och Gravendal, den sistnämnda kom sedermera att bli den dominerande aktören i bygden.
Under 1800-talet kom dock skogshantering att successivt spela en större roll som en av ortens näringar och man lät under 1800-talet uppföra en rad sågverk runt om i trakterna kring Fredriksberg. I dagens Fredriksberg blev Annefors det dominerande industriområdet, vilket det kom att fortsätta vara ända till sent 1900-tal.

### 1900-talet: Skogsepoken
Under 1800-talets senare hälft kom järnhanteringen successivt att förlora sin dominerande ställning i Bergslagen och ersättas av skogen. I Fredriksberg uppförde år 1897 Gravendalsverken en sulfitfabrik för pappersmassa, vars uppgång och fall kom att dominera ortens 1900-talshistoria.
I Fredriksberg återupptogs också en kalkstensgruva, vars produkter gick direkt till sulfitframställningen.

#### 1910–1957: Pappersbruk och högkonjunktur
Sulfitfabriken kompletterades 1910 av en sulfatmassefabrik. Gravendalsverken köptes dock upp redan 1916 och sulfitfabriken gick upp i Hellefors AB, som under denna period var en stor aktör i mellersta Sverige. På grund av finansiella problem kom dock Hellefors AB år 1924 under kontroll av staten, som på så sätt blev helägare i industrin. 

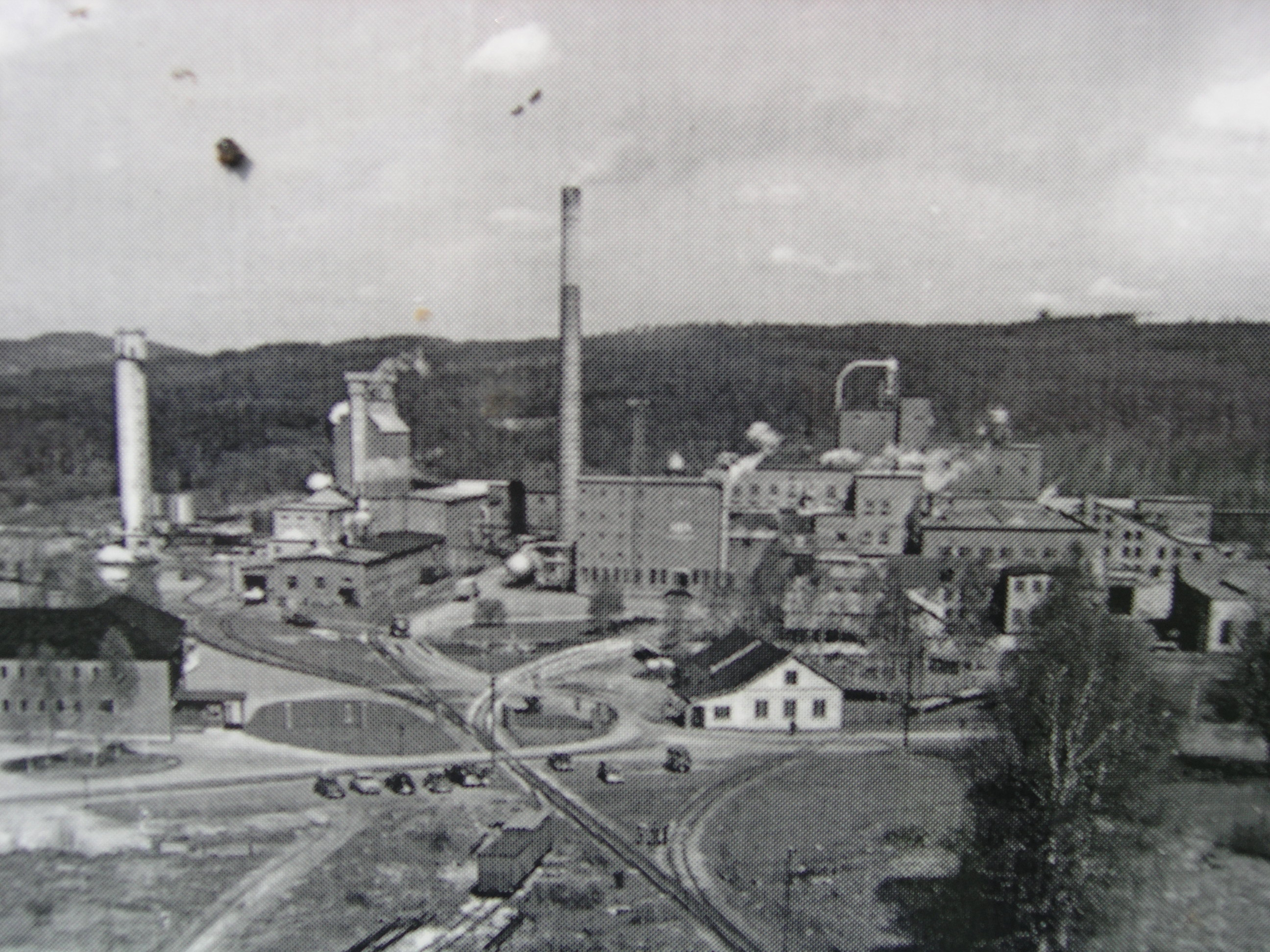
Fredriksbergs pappersbruk under sina glansdagar, kring 1900-talets mitt.

Fabrikerna återgick under 1930- och 1940-talet i privat ägo samtidigt som sulfit- och sulfatframställningen kompletterades till att bli ett fullskaligt pappersbruk. Som en följd av andra världskrigets påverkan på omvärldens konkurrenskraft och efterföljande högkonjunktur under 1940- och 1950-talen kom så småningom Fredriksbergs pappersbruk i en bättre ekonomisk situation. Denna tid kan på många sätt beskrivas som Fredriksbergs industriella guldålder. Ortens befolkning kulminerade med omkring 2 000 invånare under epoken, samtidigt som ekonomin var god.
Fredriksberg hade redan sedan 1875 järnvägsförbindelse med Hörken på Bergslagsbanan (den så kallade Säfsbanan), men kom från 1931 (då en järnvägslinje till Hällefors öppnades) till 1940 (då banan till Hörken lades ner) att vara navet i det smalspåriga 802-millimetersnätet mellan Hällefors, Hörken och Neva på Inlandsbanan.

#### 1957–1972: Industrisamhällets sista tid
År 1957 införlivades Helleforskoncernen i Billeruds AB, där pappersbruket i Fredriksberg kom att bli en av de mindre enheterna. När efterkrigstidens högkonjunktur började mattas av i början av 1960-talet hårdnade konkurrensen på marknaden och stordriftsfördelar gjorde att en mindre anläggning som den i Fredriksberg var olönsam som nyinvesteringsobjekt. Sysselsättningen började minska redan 1964 och gjorde Fredriksberg till ett objekt för regionalpolitiska satsningar, 1966 öppnades ett landstingstvätteri på orten.
Konjunkturen fortsatte försämras och 1971–72 lade Billerud ner verksamheten vid Fredriksbergs pappersbruk. Järnvägen till Hällefors hade ersatts av lastbilstransporter under 1970 och spåren revs upp kort därefter. Trafiken på banan mellan Neva och Fredriksberg hade lagts ner redan vid 1964. Fredriksberg var fram till år 1970 huvudort i dåvarande Säfsnäs kommun, som i och med kommunreformen 1971 tillsammans med Grangärde kommun och Ludvika stad bildade Ludvika kommun.

#### 1972–idag: Övergång till turistort
Billerud sålde industribyggnaderna i Fredriksberg till Lesjöfors AB redan år 1968. Med hjälp av statliga subventioner skapades olika kortvariga ersättningsindustrier av både Lesjöfors och andra aktörer under decenniet efter pappersbruksnedläggningen, bland annat tapeter, trähyllor och skruvfjädrar tillverkades innan Lesjöfors AB gick i konkurs 1985. Åren 1985–1986 tillverkades bilfjädrar av en löntagarägd industri, vilken inte heller klarade konkurrensen. Detta kom att bli den sista verksamheten i det före detta pappersbruket. Sedan 1994 saknar industriområdet juridiska ägare.
Under 1980-talet kom också Billerud att införlivas i Stora Kopparbergs Bergslags AB, i samband med detta försvann även skogsskötseln från Fredriksberg. Landstingstvätteriet såldes 1998 till Berendsen och lades ner 2003 då bolaget valde att centralisera sin svenska verksamhet till Eskilstuna.Landstinget återstartade dock tvätteriverksamheten i egen regi i januari 2009.
Sedan rekordåren under 1950-talet har Fredriksberg upplevt en drastisk befolkningsminskning, som en följd av arbetslöshet, urbanisering och starkt effektiviserade huvudnäringar. Samtidigt har orten upplevt en successivt ökande turism, vilket har vuxit fram till att idag vara den dominerande näringen i bygden och området är idag det fjärde största turistmålet i Dalarna. En stugby och skidanläggning skapades vid Säfsbyn 1979 som ett i huvudsak kommunägt företag och senare såldes det till en fackföreningsägd stiftelse. Denna kom sedermera att ombildas till det privata bolag som idag är Säfsen Resort, den idag dominerande aktören och ortens största arbetsgivare.

## Befolkningsutveckling
| Befolkningsutvecklingen i Fredriksberg/Fredriksberg västra 1950–2020                                                               | Befolkningsutvecklingen i Fredriksberg/Fredriksberg västra 1950–2020 | Befolkningsutvecklingen i Fredriksberg/Fredriksberg västra 1950–2020 | Befolkningsutvecklingen i Fredriksberg/Fredriksberg västra 1950–2020 | Befolkningsutvecklingen i Fredriksberg/Fredriksberg västra 1950–2020 |
| --- | -------------------------------------------------------------------- | -------------------------------------------------------------------- | -------------------------------------------------------------------- | -------------------------------------------------------------------- |
| |                                                                      |                                                                      |                                                                      |                                                                      |
| År |                                                                      |                                                                      | Folkmängd                                                            | Areal (ha)                                                           |
| 1950 | 1950                                                                 |                                                                      | 1 277                                                                |                                                                      |
| 1960 | 1960                                                                 |                                                                      | 1 444                                                                |                                                                      |
| 1965 | 1965                                                                 |                                                                      | 1 421                                                                |                                                                      |
| 1970 | 1970                                                                 |                                                                      | 1 253                                                                |                                                                      |
| 1975 | 1975                                                                 |                                                                      | 1 104                                                                |                                                                      |
| 1980 | 1980                                                                 |                                                                      | 1 275                                                                |                                                                      |
| 1990 | 1990                                                                 |                                                                      | 953                                                                  | 175                                                                  |
| 1995 | 1995                                                                 |                                                                      | 920                                                                  | 175                                                                  |
| 2000 | 2000                                                                 |                                                                      | 840                                                                  | 176                                                                  |
| 2005 | 2005                                                                 |                                                                      | 717                                                                  | 177                                                                  |
| 2010 | 2010                                                                 |                                                                      | 655                                                                  | 176                                                                  |
| 2015 | 2015                                                                 |                                                                      | 297                                                                  | 75                                                                   |
| 2020 | 2020                                                                 |                                                                      | 592                                                                  | 147                                                                  |
| Anm.: 2015 delades den i två tätorter då området Fredriksberg östra bröts ut, 2020 gick de åter samman för att 2023 åter separeras |                                                                      |                                                                      |                                                                      |                                                                      |

## Samhället
I Fredriksbergs bebyggelsestruktur spelar rester av flera olika epoker i modern svensk historia en stor roll. Bebyggelsen domineras av villabebyggelse och mindre flerbostadshus från 1900-talets mitt. Fredriksberg är till stor del uppbyggt kring vatten och ett sjösystem med tre sjöar och reglerade forsar präglar stora delar av samhället.

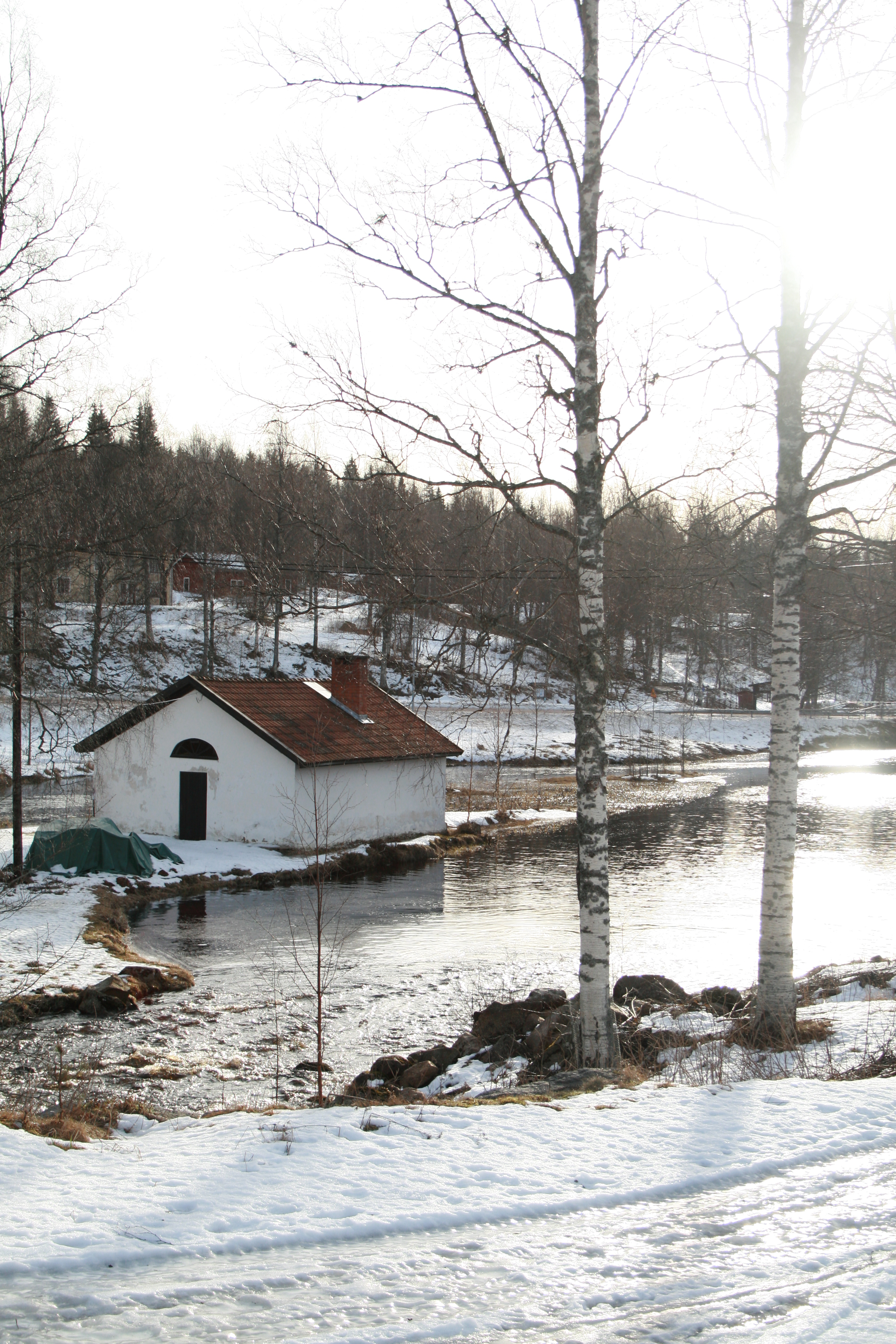
Smedja i den östra delen av Fredriksberg, invid forsen vid Säfssjöns södra ände där Fredriksbergs järnbruk ursprungligen uppfördes på 1700-talet.

### Västra samhället
De västra delarna av samhället kring Annefors dominerades länge av de industribyggnader som under lång tid utgjorde Fredriksbergs ekonomiska ryggrad. De stora byggnaderna blev med tiden förfallna, och utgjorde en nutidshistorisk miljö och ett föremål för omfattande så kallad ruinturism, eller urban exploration, innan de år 2021 revs. Området var till hög grad förorenat, och saknade juridiska ägare, vilket gjorde att miljöansvaret övergick till staten. Länsstyrelsen utförde 2021-2022 en sanering av området, som därefter är tilltänkt att bli ett rekreationsområde. Det har funnits planer på att uppföra en golfbana i området.
På Palmheden, i västra delen av samhället, finns bland annat en återvinningscentral liksom Fredriksbergs reningsverk.

### Centrala och södra samhället
Fredriksbergs centrala delar utgörs av affärsbebyggelse och mindre lägenhetshus. Här finns Fredriksbergs affärsmässiga centrum med restaurang, affärer, bensinmack, bibliotek med mera. Här finns också Fredriksbergs idrottsplats (där Säfsnäs IF spelar sina hemmamatcher i fotboll), bussterminal, vårdcentral, Folkets Hus med biograf samt räddningstjänst och brandstation.
De södra delarna domineras av dagens industriområde med flera småföretag samt Landstingets tvätterianläggning. Även en hel del villabebyggelse, Nedre Egnahem, kan räknas till de södra delarna. Strax söder om samhället finns även en badplats.

### Norra och östra samhället
De norra och östra delarna av samhället, främst Övre Egnahem och Skarpa, domineras av villabebyggelse samt vissa rester av Fredriksbergs gamla järnbruk invid Säfssjöns södra ände. Här finns minnesmärke över ortens grundare Sebastian Grave och hembygdsgården med vacker utsikt samt Fredriksbergs herrgård, uppförd på 1700-talet (ej att förväxla med Fredriksbergs herrgård i Oskarshamn). På Skarpa, ett av de östra områdena, finns Fredriksbergs skola med årskurs 1–9.

### Säfsbyn
Säfsbyn, eller Säfsen, det fritidshusområde som idag i praktiken, dock ej statistiskt sett, utgör den östligaste delen av Fredriksberg, domineras av Säfsen Resorts turistanläggning, som också är den största arbetsgivaren i Fredriksberg. Säfsen Resorts skidbacke med 16 pister på Solberget strax sydöst om området är också ett populärt turistmål för skidåkning. Säfsbyn var ursprungligen en finnby och är äldre än tätorten Fredriksberg. Här finns också Säfsnäs kyrka från 1762.

## Serviceinrättningar
Fredriksberg har god tillgång till de flesta offentliga serviceinrättningar. Vårdcentral med distriktsläkare och ålderdomshemmet Säfsgården i anslutning är en stor arbetsgivare på orten, och den viktigaste offentliga inrättningen. Utbildningsmässigt utgör Fredriksbergsskolan med grundskola årskurs 1-9 den viktigaste delen. Förskola, bibliotek och återvinningscentral samt apoteks- och systembolagsombud finns på orten, liksom vissa banktjänster via Kassagirot och Swedbank.

## Kommunikationer
Fredriksberg drogs länge med dåliga kommunikationer mot omvärlden, som en följd av sitt avskilda läge omgivet av stora vildmarker. Ännu under delar av 1900-talet var de enda sätten att ta sig till och från orten små grusvägar. Successivt har dock kommunikationerna förbättrats, och Fredriksberg av idag har både god[källa behövs] fysisk kommunikation och god informationsteknisk kommunikation, så som bredband.

### Vägar

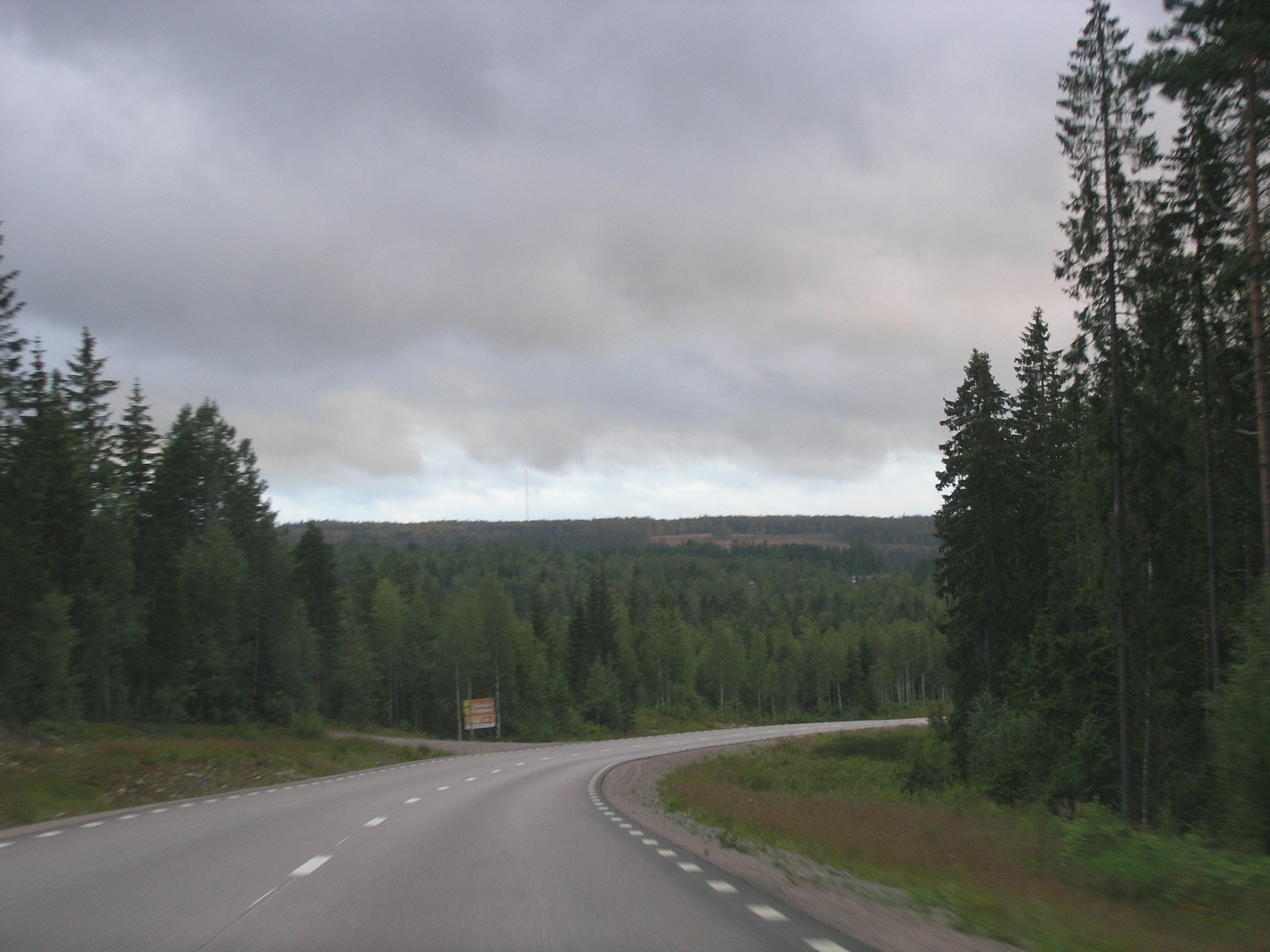
Länsväg 245 strax öster om Fredriksberg.

Fredriksberg genomkorsas av den primära länsvägen 245, vilken också är en väsentlig del i de flesta andra kommunikationer till orten. Vägen är av varierande standard men till stora delar ombyggd under 2000-talet. Vid Tyfors, en mil väster om Fredriksberg passerar riksväg 26, ibland benämnd Inlandsvägen Syd. Norrut från Fredriksberg sträcker sig den sekundära länsvägen W 524 mot Nås. Sekundära länsvägar finns från Fredriksbergs tätort även söderut mot Gåsborn (W 522) och sydöst mot Gravendal (W 550).

### Buss
Fredriksberg har bussförbindelse i form av Dalatrafiks linje 297 till och från Ludvika, som avgår från bussplan i Fredriksberg flera gånger dagligen.

### Järnväg
Fredriksberg var under stora delar av 1900-talet navet i Hällefors-Fredriksbergs Järnvägar, HFJ, ett smalspårigt järnvägsnät mellan Hällefors, Neva station på Inlandsbanan och Hörken på Bergslagsbanan. Från år 1954 upphörde järnvägen att vara öppen för allmän trafik och 1970 försvann all trafik från banorna varefter spåren revs upp. Dessa är idag till stor del ombyggda till gång- och cykelvägar.
Idag är den närmaste järnvägen Inlandsbanan som passerar 1,5 mil väster om tätorten. Även här är dock trafiken nedlagd sedan många år och spåret används istället för dressincykling. Förslag och önskemål finns dock om att ta upp trafiken igen, men i dagsläget är inga beslut fattade. Närmsta trafikerade järnvägsstationer från Fredriksberg finns idag i Grängesberg och Ludvika på Bergslagsbanan vilket är 5–6 mil, eller ungefär en timmes bilresa, öster om Fredriksberg.

### Flyg
Närmaste större flygplats från Fredriksberg är Hagfors flygplats ungefär 6,6 mil, eller ungefär en timmes resväg, väster om Fredriksbergs tätort. Hagfors flygplats ombesörjs två gånger dagligen med avgångar till och från Stockholm-Arlanda flygplats. Strax norr om tätorten finns även ett mindre privat flygfält.

## Näringsliv

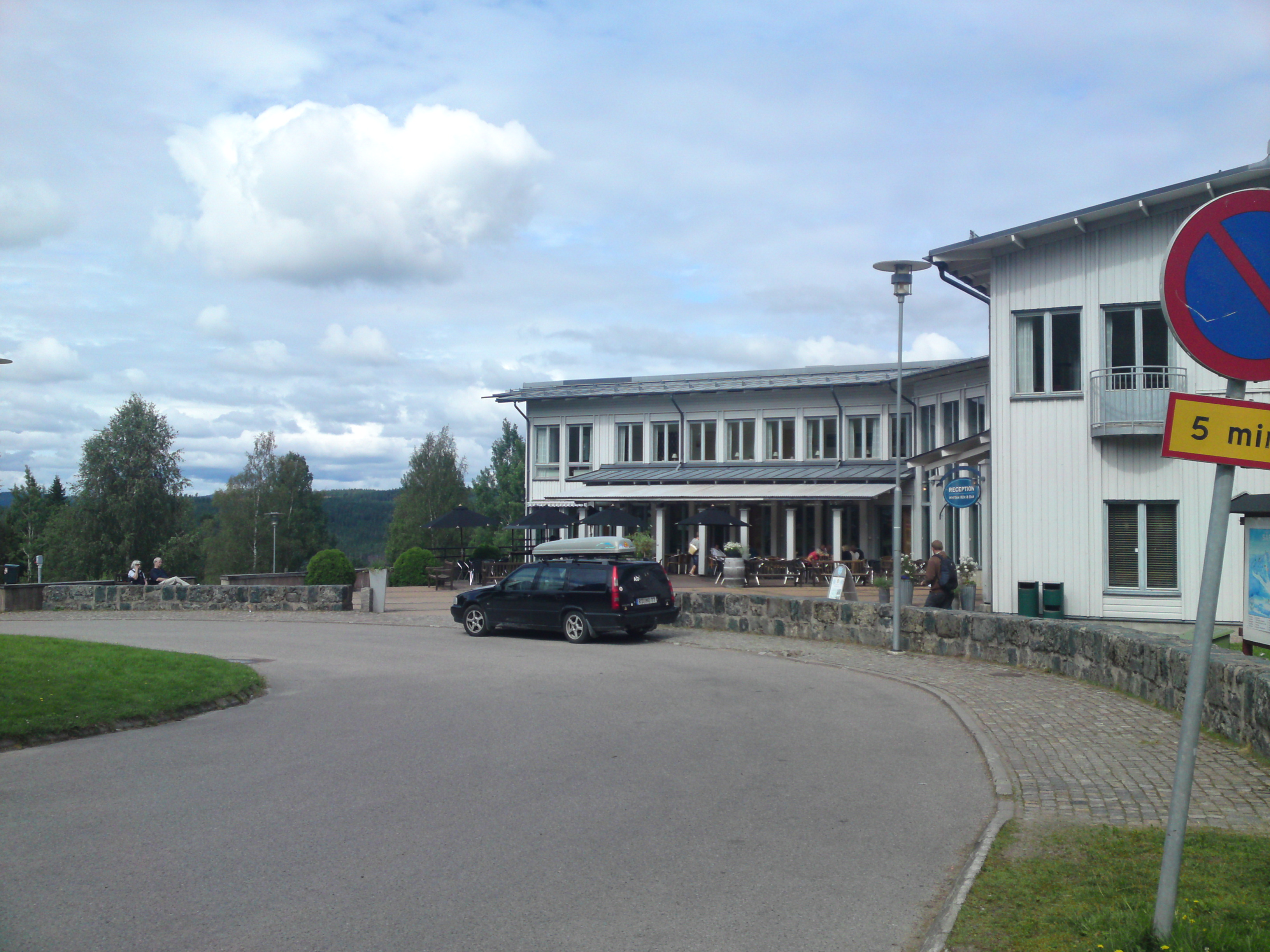
Receptionen för Säfsen Resorts turistanläggning i Säfsbyn.

Fredriksbergs näringsliv var under lång tid dominerat av tung industri, först i form av järnhantering, senare i form av skogshantering. Idag är turismen den största sektorn, där Säfsen Resort i Säfsbyn strax öster om Fredriksberg är den största aktören, tillika ortens största arbetsgivare. Säfsen Resort är, med 230 000 gästnätter årligen, den fjärde största turistanläggningen i Dalarna och ett av de populäraste resmålen i Sverige för utländska turister.
Fredriksberg har idag ett rikt näringsliv med många småföretag, förutom inom turismsektorn finns bland annat flera företag inom bygg, konstruktion och entreprenad på orten. Nordic Cartrailer AB har även en monteringsfabrik för släpvagnar i Fredriksberg.  Fredriksberg har också ett flertal serviceföretag, som funnit en större marknad tack vare den omfattande turismen och det relativt avskilda geografiska läget som ger låg konkurrens från närliggande orter.
Offentlig sektor spelar också en stor roll som arbetsgivare på orten, då Fredriksberg idag har en befolkning med stor andel äldre är vårdbehovet på orten jämförelsevis stort. Då Fredriksberg länge varit beroende av tung industri har orten också likt få andra orter drabbats av industrins strukturomvandling under det 1900-talets andra hälft. Detta gör än idag att Fredriksberg är ett föremål för regionalpolitiska satsningar och landstinget i Dalarnas län driver sedan årsskiftet januari 2009 åter ett tvätteri på orten.
Kristinehamns enskilda bank öppnade ett kommissionskontor vid Fredriksbergs bruk den 11 augusti 1873. Denna bank uppgick senare i Wermlands enskilda bank som år 1939 överlät kontoret i Fredriksberg till Göteborgs bank. Götabanken lade ner kontoret år 1977.

## Evenemang
I Fredriksberg hålls årligen ett flertal olika evenemang, de flesta kopplade till Säfsen Resort. Förutom Säfsenveckan (beskrivet i stycket ovan detta), med diverse aktiviteter under en sommarvecka,motorcykelträffar, alpina tävlingar och andra evenemang.
Fredriksberg och Säfsen är också ett populärt konferenscenter för företag och organisationer, och Säfsen Resort är en av 100 anläggningar som är utvalda av branschorganisationen Svenska Möten.

## Sevärdheter

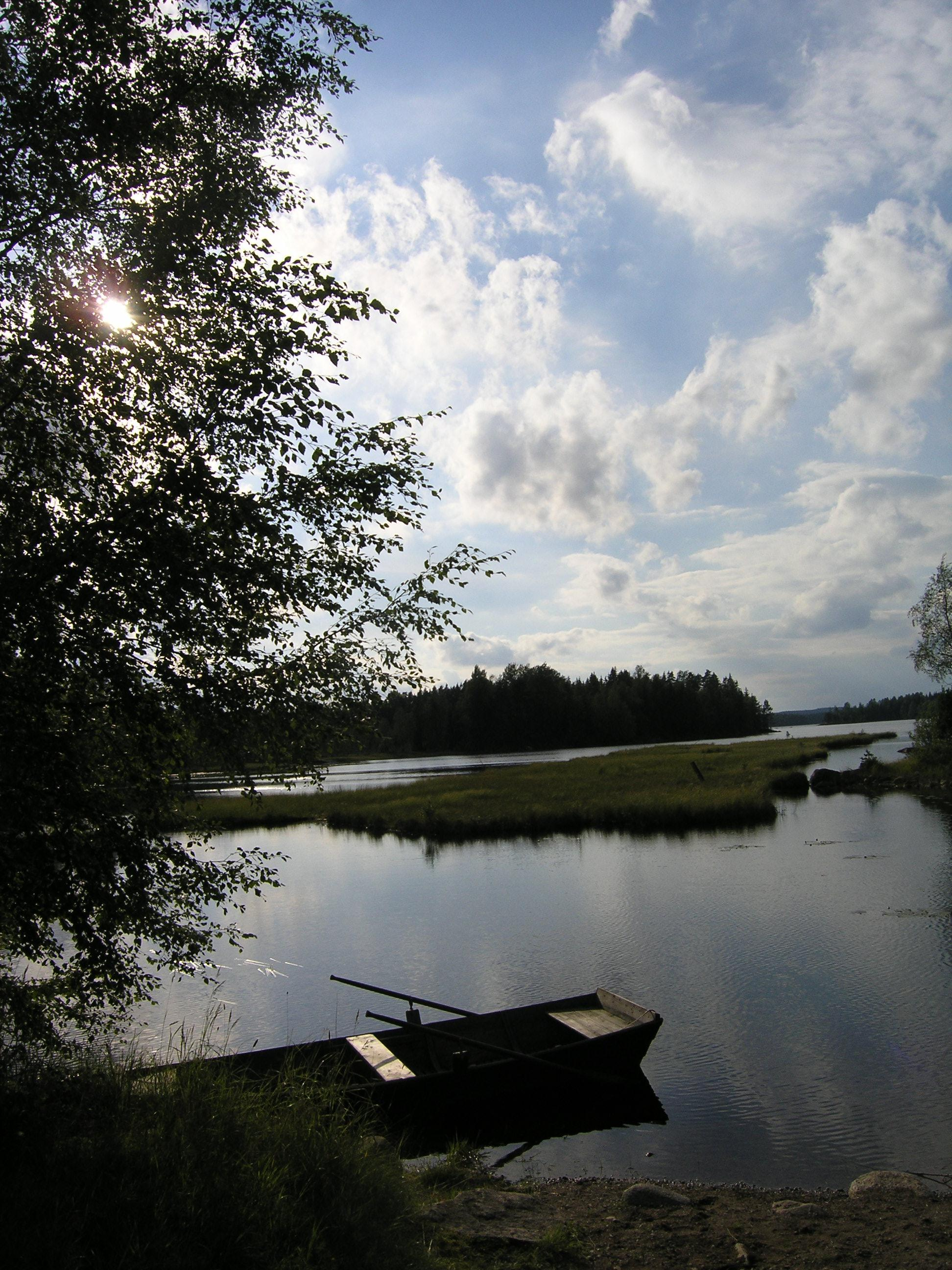
En sjö i Säfsbygden, trakten kring Fredriksberg.

Fredriksberg omges av skogslandskap med rikt djurliv vilket gör att turismen på orten är omfattande. Trakterna är bland de älgtätaste i Sverige och jakt- och fiskemöjligheter (med fiskekort) finns. Sommartid är vildmarksliv och strövmöjligheterna i skog och mark stora turistmål, vandrings- och cykelleder är utbyggda och stora delar av stigsystemen mellan de gamla finnbyarna finns bevarat. Orienteringskartor och guidning finns liksom kanotpaddlings- och badmöjligheter i flera sjöar och vattendrag. Vintertid är skoterleder och längdskidspår i området populära. 
Den största turismaktören är Säfsen Resort, med 270 000 gästnätter årligen, vars alpinanläggning vid Solberget strax öster om tätorten också utgör ett stort turistmål under vinterhalvåret. Fredriksberg är en av de populäraste turistdestinationerna i Mellansverige och den fjärde största i Dalarnas län (efter Sälen, Idre och Siljansbygden). 
Stor del av turismen i området härrör från det kontinentala Europa, så som Nederländerna, Tyskland och Frankrike. Säfsen Resort och området kring Fredriksberg har utsetts till den femte bästa upplevelsen i Sverige (efter bland annat Ishotellet i Jukkasjärvi och Stockholms stad) av 23 europeiska researrangörer, och fick högsta betyg av de holländska arrangörerna, i en undersökning utförd av Visit Sweden 2008.

## Urban exploration

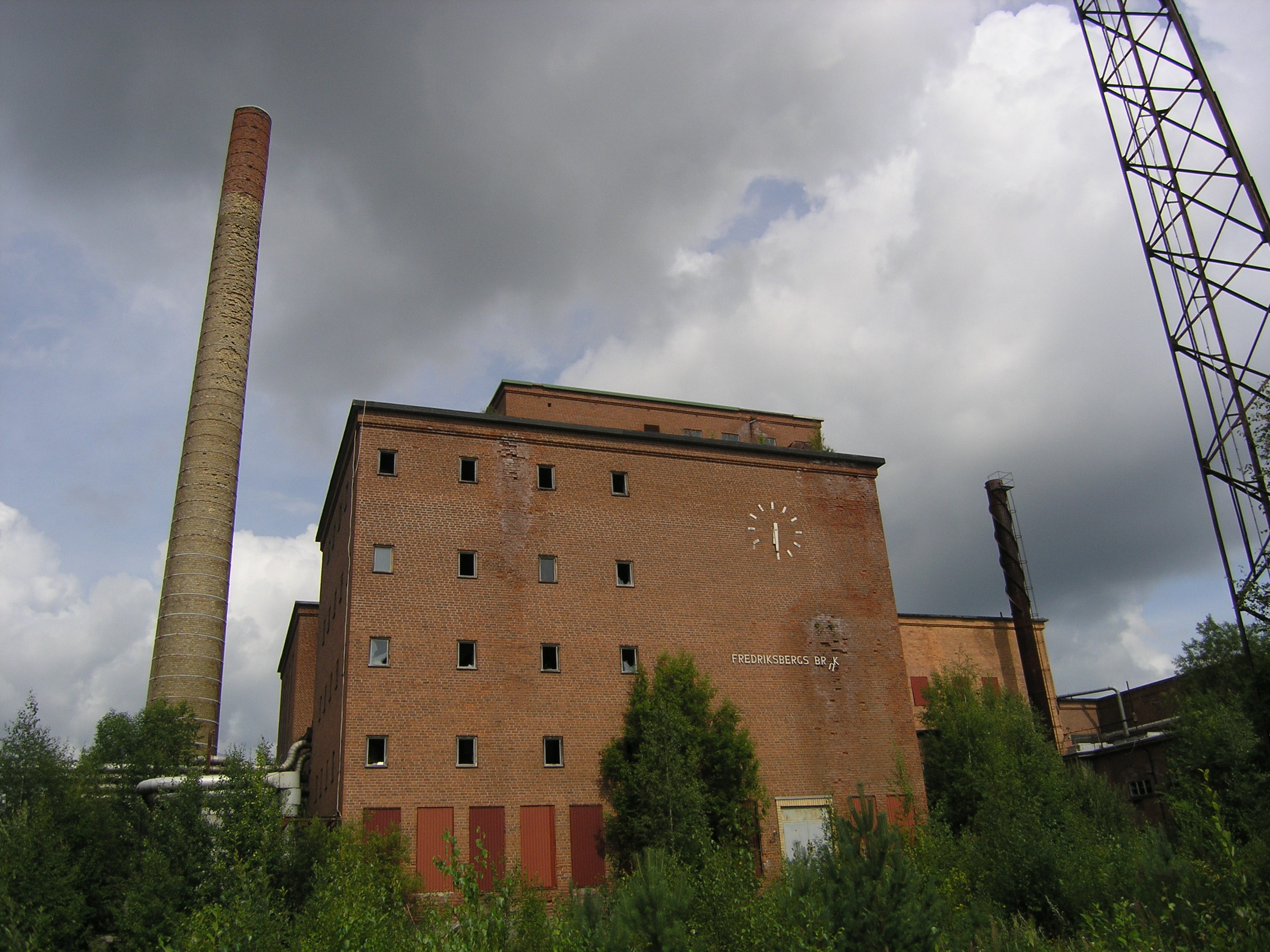
Det före detta pappersbruket i Annefors år 2007. Västra Fredriksberg har blivit ett populärt mål för Urban exploration.

Fredriksberg var också under en tid en destination för det intresset för Urban Exploration, då orten likt få andra hade en stadsbild så präglad av modernhistoriska industrinedläggningar och därpå följande befolkningsminskning. Urban Explorations frontfigur Jan Jörnmark beskrev ingående Fredriksberg i ord och bild, både på hemsidan och i boken Övergivna Platser, vilket har bidragit till populariteten. 
Det gamla industriområdet kring pappersbruket i Annefors, västra Fredriksberg, var ortens största nutidshistoriska lämning och skildrades i åtskilliga bildgallerier på Internet. Området stod övergivet, utan juridiska ägare, sedan det tidiga 1990-talet fram till dess rivning 2021, och någon industriell verksamhet fanns inte i lokalerna sedan mitten av 1980-talet. Planer har funnits på att anlägga en golfbana på platsen men marken har varit starkt förorenad och planerna har därför skjutits framåt. Länsstyrelsen i Dalarnas län och Ludvika kommun har genomfört en marksanering av området.
Också bostadsområdet Parkliden, uppfört 1954, som bestod av tomma flerfamiljshus relativt centralt i Fredriksberg har varit ett mål för urban explorers. Även här har ägandet varit omstritt och flera av husen har betraktats som helt herrelösa, varför området har förfallit. Husen har dock fått nya ägare och till viss del renoverats, till att bli hyreslägenheter.

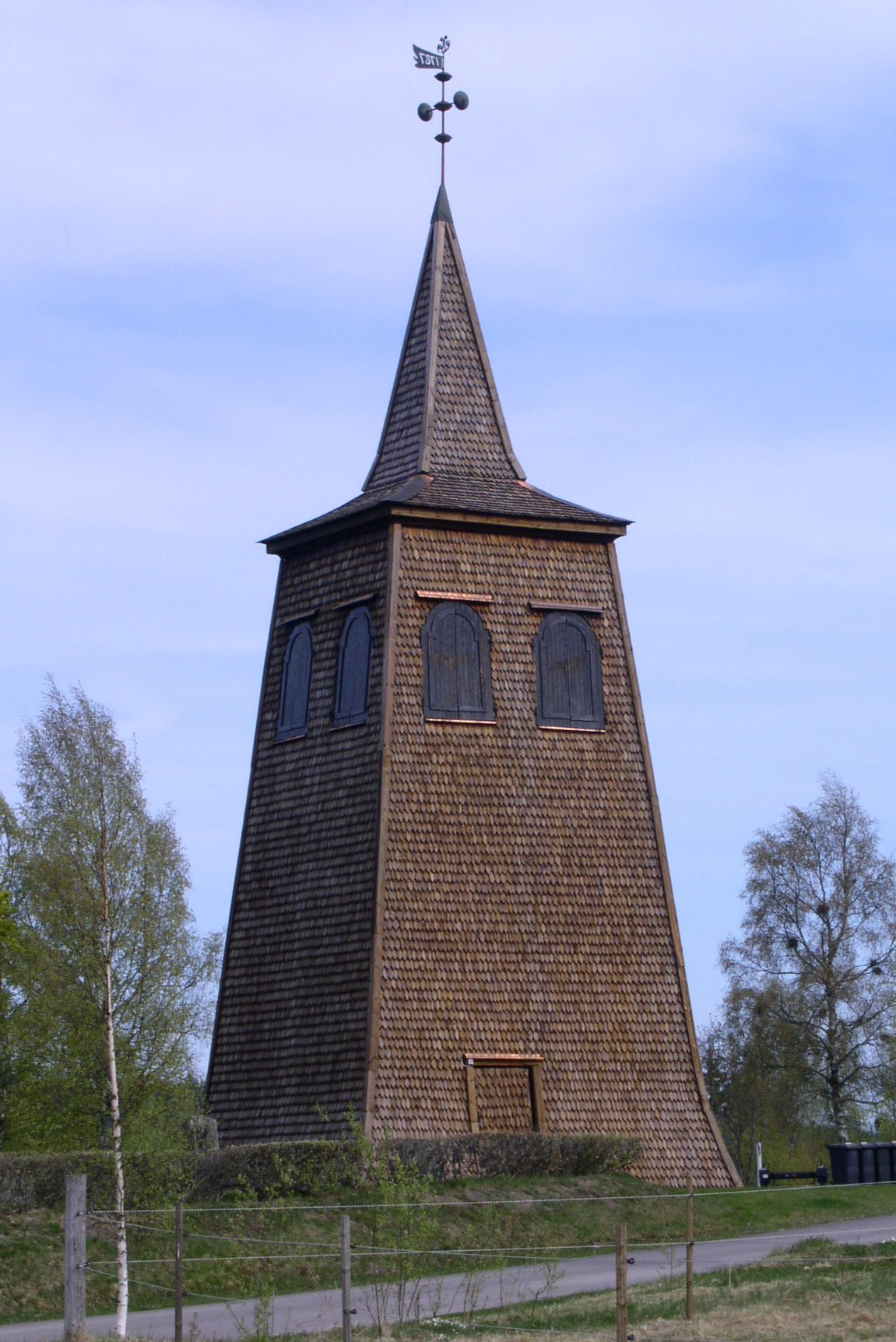
Klockstapeln vid Säfsnäs kyrka.

## Säfsnäs kyrka
Säfsnäs kyrka, invigd 1762, är en välbevarad korskyrka i trä. Kyrkan ligger i Säfsbyn, strax öster om Fredriksberg, och renoverades genomgripande under 1950-talet. Kyrkan innehåller epitafier över Sebastian Grave med fru samt Graves efterträdare som brukspatron Lars Polhammar med fru. Klockstapel från 1787.

## Säfsnäs hembygdsgård
Säfsnäs hembygdsgård med många välbevarade byggnader från tidigare epoker i Säfsnäs har en vacker utsikt över delar av östra samhället. Här arrangeras årligen stora delar av den så kallade Säfsenveckan en vecka under sommaren. Ett evenemang som besöks av både ortsbor och turister, men även bland före detta ortsbor som fortfarande känner samhörighet med Fredriksberg.

## Sport

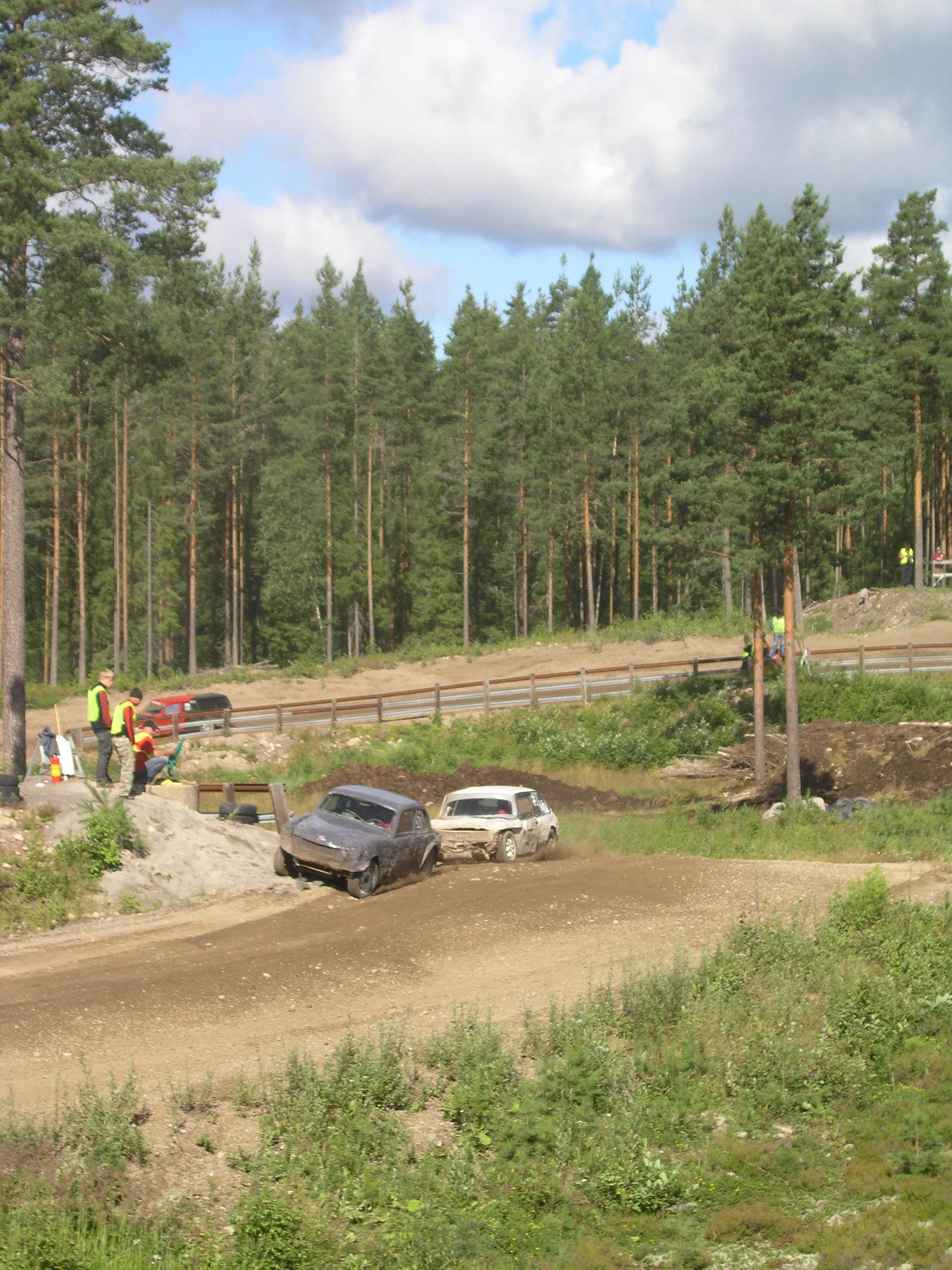
Folkracetävling på Hedparksbanan i Tyfors, en mil öster om Fredriksberg, år 2007.

Flera aktiva idrottsföreningar finns i Fredriksberg och en stor del av ortens invånare är aktiva i idrottsföreningar.
Fredriksbergs MK bedriver motorsportverksamhet i Fredriksberg med omnejd och var länge en av medarrangörerna till Sveriges största återkommande motorsportevenemang, Svenska rallyt, vars specialsträckor ofta förlagts i närheten av Fredriksberg. Motorklubben äger och sköter även motorsportanläggningen Hedparken i Tyfors, ca en mil väster om Fredriksbergs tätort. På Hedparken anordnas årligen folkracetävlingen Hedparksfestivalen, som lockar tävlande från stora delar av Mellansverige. Fredriksbergs MK bedriver främst verksamhet inom rally och folkrace, men även andra motorsporter, så som banracing finns representerade.
Ulriksbergs IK bedriver verksamhet inom skidåkning, cykelsport och löpning/orientering. Föreningen har omkring 300 medlemmar i Fredriksberg med omnejd, och har under tre års tid (2006-2008) årligen arrangerat ett maraton utmed den upprivna järnvägen Säfsbanan, mellan Hörken och Fredriksberg.
Säfsnäs IF bedriver främst fotbollsverksamhet, främst för juniorer, men har även tidvis haft ett A-lag i seniorfotboll. Hemmamatcherna spelas på gräsplan vid Fredriksbergs IP, centralt belägen i samhället. Sedan sommaren 2016 har klubben återigen ett seniorlag i fotboll.